# شونن جمب+
شونن جمب+ هي مجلة إلكترونية يابانية مخصصة للمانغا أنشئتها شركة شوئيشا في 22 سبتمبر 2014. يعتبر حريم نهاية العالم، أسترا في الفضاء، جنة الجحيم: جيجوكوراكو، سباي إكس فاميلي، كايجو رقم 8 وداندادان من أشهر الأعمال التي نشرت في المجلة.